# Poseidonios
Poseidonios (greacă Ποσειδώνιος, Poseidonios, din Arameia (ὁ Ἀπαμεύς) sau din Rhodos (ὁ Ῥόδιος)) (c. 135 î.Hr. – c. 51 î.Hr.) a fost un filozof stoic, geograf, politician, astronom, istoric grec. A fost profesor în orașul său natal, Apameia, Siria și a fost aclamat ca cel mai mare poet al epocii sale. Opera lui vastă există astăzi doar în fragmente.

## Biografie
Ultimul nume citat de Strabon în sumarul învățaților preocupați de geografie este al celebrului filozof stoic și om de știință Poseidonios. Născut în Apameia Siriei, în jurul anului 135 î.Hr., Poseidonios, discipolul lui Panaitios la Atena, a fost unul dintre cei mai iluștri profesori ai antichității. „Întreaga sa activitate ca om politic și ca filozof — informează Strabon — s-a desfășurat la Rodos" (XIV, 2, 13). Aici au venit mulți oameni de vază din toate colțurile lumii ca să îi audieze prelegerile, printre care se numără însuși Cicero. În strânse relații de prietenie s-a aflat cu el și Pompeius (XI, 1, 6) al cărui istoriograf a ajuns mai târziu. Poseidonios a fost un om activ, preocupat de viața publică; el a fost pritan în Rodos, iar prin 87 sau 80 î.Hr. a fost trimis de cetatea sa într-o solie la Roma. Strabon consemnează prezența sa în diverse forme de activitate, până și în combaterea bolilor viței de vie (VII, 5, 8).
Dar încă înainte de a se stabili la Rodos, începând de prin 105 î.Hr., Poseidonios a făcut mai multe călătorii, fie de interes obștesc, fie științific. A vizitat astfel Hispania, Gallia meridională, Italia și Sicilia. În insula Gadeira din apropierea Coloanelor lui Heracles, în ocean, Poseidonios a zăbovit treizeci de zile în scopul de a examina mareele (II, 5, 14; III, 1, 5). A fost un om foarte învățat, „unul dintre filozofii cei mai instruiți" (XVI, 2, 10) din vremea lui Strabon. Așa se explică faptul că, după moartea profesorului său, lui i s-a decernat cinstea de a fi șeful școlii stoice. Influențat în concepțiile sale filozofice de ideile lui Platon și mai cu seamă ale lui Aristotel (Strabon îl învinuiește de aristotelism (II, 3, 8). Poseidonios, asemenea dascălului său, ridică la rang de cinste, în locul logicii, fizica. În acest sens, pentru filozoful din Apameia, studiul legilor Naturii și cunoașterea lumii reale prezintă supremul interes. În concepția lui, omul, cerul și pământul se află într-o strânsă legătură creată de legea armoniei universale. Adevărul lumii ajută la descoperirea adevărului uman. Pentru el, fericirea supremă constă într-o viață de contemplare a adevărului și a ordinei lucrurilor, într-o cât mai deplină conformare cu această ordine. De aceea, interesul său viu și neobosit s-a îndreptat spre toate fenomenele naturii. Dar în special în domeniul geografiei s-a impus ca o autoritate prin lucrarea sa „Despre Ocean” (II, 2, 1).
Sosit la Gadeira pentru a studia mareele și poate pentru a verifica aserțiunile precursorilor săi Eudoxos și Pytheas, Poseidonios a descoperit pe cer steaua Canopos semnalată de astronomul din Cnidos (II, 5, 14) și a observat soarele apunând în ocean, ca și variația apei în puțurile locale (III, 1, 5; III, 5, 7). Vizitând Iberia, el a consemnat o mulțime de date despre producția acestei părți a lumii, mai cu seamă despre bogăția minelor ei, încât pentru el pare adevărată povestea care spune că odinioară pădurile de aici au luat foc iar aurul și argintul, topindu-se, au curs pe fața pămîntului (III, 2, 9). Trecînd prin câmpia gallică dintre Massalia și gurile Ronului, el constată o mare cantitate de pietre rotunde îngrămădite în acel loc (IV, 1, 7) și încearcă o explicație: odinioară această câmpie a fost acoperită de apele unui lac și, după secarea lui, mâlul s-a uscat și s-a solidificat sub bătaia vânturilor. Călătorind în Mediterana, el a văzut cu proprii săi ochi un fenomen ciudat în apropierea insulei Lipari: marea s-a înălțat tulburată din străfunduri, a împrăștiat până departe ulei și nămol, apoi această spumă murdară a prins cheag și a dat la iveală o insulă nouă (VI, 2, 11). Lumea, pentru un observator atent ca Poseidonios, apare astfel într-o perpetuă, schimbare și transformare vizibilă mai cu seamă în ridicările și surpările de teren, în fenomenele vulcanice și în cutremurele de pământ (II, 3, 6). Toate condițiile atmosferice, clima, ploaia, seceta, vânturile, soarele acționează asupra constituției fizice a plantelor, a animalelor și a oamenilor, și le influențează până și moravurile, deprinderile, ba chiar și limba (II, 3, 7).
În domeniul geografiei matematice, Poseidonios a făcut lumină în multe domenii confuze, clarificând și sistematizând date care îi aparțin, nu prin descoperire, ci prin larga difuzare care le-a asigurat-o. Astfel, una din problemele foarte controversate pe acele vremuri era împărțirea globului pământesc în zone. Poseidonios a reușit să limpezească lucrurile (II, 2, 2—3): sub aspect astronomic, zonele se disting în funcție de jocul umbrelor; din punct de vedere strict climatic, globul se împarte în zone latitudinale; în funcție de fenomenele umane, trebuie să se admită existența unei zone ecuatoriale locuite în vecinătatea zonelor subtropicale deșerte; din punct de vedere etnic, se deosebește o zonă etiopică, alta scito celtică, și alta intermediară (II, 3, 1). În general, Poseidonios nu inventează, ci transmite descoperirile făcute anterior de Pytheas sau de Eratosthenes, de Hipparchos sau de Seleucos. Dar fiecare temă o discută în toată amploarea ei istorică, o expune clar și precis și își exprimă propria sa părere asupra ei. Astfel, el depune efortul unei examinări profunde și istorice a fenomenelor, oferind, de pildă, nomenclatura vânturilor (I, 2, 21) și explicația mareelor (III, 5, 9) și conferind astfel celor mai aride subiecte forma cea mai propice de difuzare. Un procedeu, de data aceasta original, dovedește Posei donios, în determinarea circumferinței terestre, prin observarea stelei Canopos din diverse puncte de pe pământ (II, 5, 24); cifra propusă de Eratosthenes căpătase însă o largă utilizare și se impune în continuare.
În domeniul geografiei regionale și umane, Poseidonios se dovedește un visător. Pentru el, contemplarea naturii și observarea vieții umane sunt surse de încântare și de poezie. Spre admirația lui Strabon, el caută să împace datele homerice cu realitățile geografice, semnalează urmele lui Odysseus în Iberia (III, 4, 3) și compară pe mysienii din Thracia cu hippemolgii și galactofagii lui Homer (VII, 3, 3). Adeseori încântarea ce o simte în fața armoniei ce domnește între om și natură îl face să-și reverse elanul admirativ într-un limbaj metaforic străin stilului științific. Astfel, vorbind despre bogățiile subsolului Turdetaniei, filozoful exclamă: aici se ascund „comorile firii inepuizabile sau visteria unei împărății fără sfârșit" (II, 2, 9) peste care domnește Plutus, zeul belșugului, în locul zeului subteran Pluton, exprimări condamnate de Strabon (III, 2, 9). Poseidonios ni se dezvăluie astfel, prin Strabon, ca o fire de poet, care nu l-a împiedicat totuși să se preocupe în același timp de cele mai concrete și mai palpabile realități ale vieții de toate zilele, deoarece, după el, fericirea supremă constă nu numai în contemplarea adevărului și a ordinii universale, ci și în contribuția activă a omului la realizarea acestei armonii. În vreme ce Eratosthenes și Hipparchos declară știința și poezia domenii incompatibile, Poseidonios descoperă legătura profundă dintre ele: legile lumii materiale, dacă sunt corect sesizate, se arată în deplină armonie cu morala, cu arta, cu religia și, în general, cu destinul omului, deoarece toate se supun unei singure și mărețe legi a Armoniei Universale.

## Legături externe
- en Posidonius of Rhodes (MacTutor History of Mathematics Archive)
- en Harta lumii după Poseidonios Arhivat în 26 ianuarie 2007, la Wayback Machine.